# Psophus stridulus
Psophus stridulus је врста инсекта из реда правокрилаца - Orthoptera.

## Распрострањење
Ареал ове врсте је од северне Шпаније преко Француске, централне и источне Европе, као и од Кавказа и Азије до Корејског полуострва. Северна граница дистрибуције је јужна Скандинавија. У Србији је врста бележена у јужном делу земље, на висинама од 500мнв па до највиших планинских врхова.

## Опис
Код ове врсте изражен је полни диморфизам. Мужјаци су тамно смеђи до црни величине 19-25 мм, док су женке светло смеђе до црвенкасте, те знатно крупније, 23-35 мм. Код мужјака крила јасно стрче преко задњих колена, док код жена их тек досежу. Задња крила су светло наранџаста са смеђим врхом код оба пола.

## Биологија и екологија
Одрасле јединке се могу наћи од јула до новембра. Јаја полажу и земљу, а излежу се у пролеће, након презимљавања. Ларве пролаже 4 фазе, и знатно су светлије од одраслих јединки. Хране се углавном биљном храном. Psophus stridulus насељава травнате површине сиромашне нутритијентима у близини шума.

## Синоними
Psophus stridulus variety ebneri Karny, 1910
Psophus stridulus samniticus Baccetti, 1959